# Gérard Billaudot Éditeur
Gérard Billaudot Éditeur est une entreprise française spécialisée dans l'édition d'œuvres musicales.

## Historique
Louis Billaudot (1871-1936) fonde la maison d'édition musicale Billaudot  en 1896 et y reste à la tête jusqu'à sa mort en 1936. À l'origine, il prend en gérance à 25 ans les éditions Alphonse Laurens qu'il rachète en 1902. Les éditions sont situées d'abord au 21 puis au 103 Faubourg St-Denis à Paris en 1909.
Dès lors, une politique d'acquisition de fonds permettra d'étoffer le catalogue. On citera notamment les fonds détenus par Auguste Cordie (1903), Victor Lory (1905), Edmond Gobert (1907)...
De 1925 à 1926, Louis Billaudot  est président de la commission des comptes de la SACEM.
Dans les années 1920-1930, la maison distribue sous son nom des cuivres et des saxophones Billaudot principalement fabriqués par Couesnon et des clarinettes Billaudot par Georges Leblanc Paris.
En 1934, les éditions s'installent au 14 rue de l'Échiquier, adresse de l'ancienne maison Virgile Thomas et Pinatel.
Ses fils lui succéderont à sa mort en 1936, Robert (1910-1981) et Gérard (1911-1986), entrés successivement en 1926 et en 1927.
En 1957, Robert quitte l'entreprise et confie à Gérard la propriété et la direction de la maison éditoriale.
À partir de 1959, la maison se concentre sur deux activités : les ouvrages d’enseignement de la musique (basés sur l’exploitation et les rééditions du fonds Costallat-Richault) et les œuvres instrumentales et d’orchestre. Parallèlement de nouveaux ouvrages d'enseignement sont édités comme Le solfège d’Alain Grimoin et de Marie-Jeanne Bourdeaux, L’ABC de la flûte de Robert Hériché, ...
À cette période, des collections dédiées aux instruments de musique sont créées et dirigées par des instrumentistes renommés comme  Maurice André, Jean Douay, Jean-Pierre Rampal, Jacques Lancelot, Maurice Allard, Pierre Pierlot, Robert Veyron-Lacroix, Maxence Larrieu, Marie-Claire Alain.
En 1979, François Derveaux, gendre de Gérard Billaudot, reprend les rênes de l'entreprise en créant une nouvelle structure juridique : Gérard Billaudot Editeur SA.
À partir de 1980, la maison adresse l'édition d'ouvrages dédiés aux nouvelles méthodes d'enseignement comme la formation musicale avec une collection dirigée par Aline Holstein, Jacques Dauchy et Marc Bleuse, dont les ouvrages de Jean-Clément Jollet.
De 1993 à 2003, Gérard Billaudot éditeur porte le projet de recherche Jean-Philippe Rameau, Opera omnia, dont un des objectifs est d'éditer l’intégrale de l’œuvre musicale en cinq séries (OOR I-V).
De 2007 à 2018, Florence Derveaux, deuxième fille de François Derveaux, dirige l’entreprise.
Billaudot a racheté plusieurs maisons d'édition dont une partie du catalogue des éditions Costallat (hors les œuvres de Bizet) en 1958, le Fonds Noël en 1966 et les Éditions françaises de musique (créées par Henry Barraud) en 1988.
Depuis 2018, Jean-Michel Issartel, beau-frère de Florence Derveaux, dirige l'entreprise.
En 2018, la maison Billaudot rachètent les éditions Hit Diffusion, spécialisées dans les recueils et méthodes, notamment pour piano et guitare, ainsi que les cours particuliers et les autodidactes.
La maison édite des compositeurs du XXe siècle comme André Jolivet, Maurice Ohana, Pierre-Max Dubois, Antoine Tisné, Patrick Burgan, Jacques Castérède, Qigang Chen, Marc-André Dalbavie, Jean-Michel Damase, Edison Denisov, Bertrand Dubedout, Thierry Escaich, Graciane Finzi, Philippe Hurel, Philippe Leroux, Betsy Jolas, Fabien Lévy, Serge Nigg, Germaine Tailleferre, Alexandre Tansman, Guillaume Connesson, Martin Matalon, Ondřej Adámek, Oscar Strasnoy, Henri Dutilleux, Karol Beffa, Franck Bedrossian, Pascal Zavaro, Laurent Cuniot, Anthony Girard, Élise Bertrand, Jean-Baptiste Robin, Yves Chauris, Camille Pépin, Jules Matton...

## Galerie

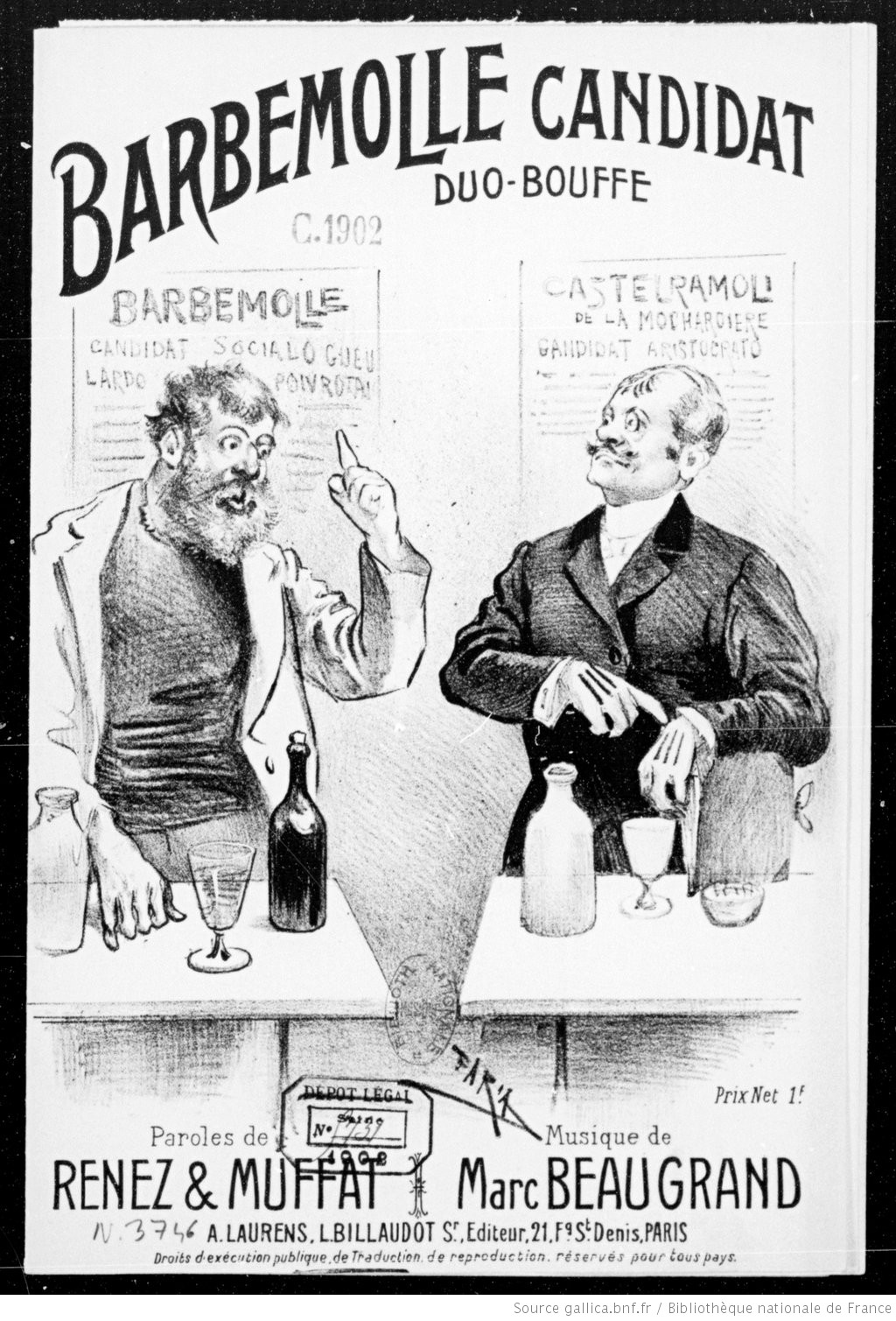
Partition chez A. Laurens-Louis Billaudot (successeur), éditeur (1902)

## Collections
Il existe un très grand nombre de collections au catalogue couvrant un domaine très large de la musique telles: 
- Les contemporains du XXe siècle (BNF 39644499)
- La Clarinette  / collection dirigée par Guy Dangain (BNF 39580403)
- Collection Renaud Capuçon (BNF 39750311)
- Trésors du passé / collection dirigée par Jean-Pierre Mathez (BNF 43362588)
- Approche de la musique de chambre  / collection réalisée et dirigée par Guy Lacour (en) (BNF 39612172)

## Sources
: document utilisé comme source pour la rédaction de cet article.
- « Billaudot », sur larousse.fr (consulté le 21 juin 2021). .